# I-156 (tàu ngầm Nhật)
I-56, sau đổi tên thành I-156, là một tàu ngầm tuần dương  Lớp Kaidai thuộc lớp phụ IIIB nhập biên chế cùng Hải quân Đế quốc Nhật Bản vào năm 1929. Trong Chiến tranh Thế giới thứ hai, nó đã hỗ trợ cho các chiến dịch xâm chiếm Malaya và Đông Ấn thuộc Hà Lan vào cuối năm 1941 và đầu năm 1942, rồi trong trận Midway vào tháng 6, 1942. Con tàu sau đó chủ yếu phục vụ cho việc huấn luyện, ngoại trừ một giai đoạn tham gia Chiến dịch quần đảo Aleut vào năm 1943, và đến năm 1945 được cải biến thành tàu chở ngư lôi tự sát Kaiten trước khi đầu hàng lực lượng Đồng Minh vào cuối chiến tranh. Nó bị đánh chìm vào năm 1946.

## Thiết kế và chế tạo

### Thiết kế
Phân lớp tàu ngầm Kaidai IIIB là sự lặp lại thiết kế của phân lớp Kaidai IIIA dẫn trước, chỉ có những cải tiến nhỏ để giúp đi biển tốt hơn. Chúng có trọng lượng choán nước 1.800 tấn Anh (1.829 t) khi nổi và 2.300 tấn Anh (2.337 t) khi lặn, lườn tàu có chiều dài 101 m (331 ft 4 in), mạn tàu rộng 8 m (26 ft 3 in) và mớn nước sâu 4,90 m (16 ft 1 in). Con tàu có thể lặn sâu 60 m (197 ft) và có một thủy thủ đoàn đầy đủ bao gồm 60 sĩ quan và thủy thủ.
Chiếc tàu ngầm trang bị hai động cơ diesel 3.400 mã lực phanh (2.535 kW), mỗi chiếc vận hành một trục chân vịt. Khi lặn, mỗi trục được vận hành bởi một động cơ điện 900 mã lực (671 kW). Con tàu có thể đạt tốc độ tối đa 20 hải lý trên giờ (37 km/h; 23 mph) khi nổi và 8 hải lý trên giờ (15 km/h; 9,2 mph)khi lặn. Khi Kaidai IIIB di chuyển trên mặt nước nó đạt tầm xa hoạt động 10.000 hải lý (19.000 km; 12.000 mi) ở tốc độ 10 hải lý trên giờ (19 km/h; 12 mph), và có thể lặn xa 90 nmi (170 km; 100 mi) ở tốc độ 3 hải lý trên giờ (5,6 km/h; 3,5 mph).
Lớp Kaidai IIIA có tám ống phóng ngư lôi 53,3 cm (21,0 in), gồm sáu ống trước mũi và hai ống phía đuôi; mỗi ống mang theo một quả ngư lôi nạp lại, nên mang tổng cộng 16 ngư lôi. Chúng cũng trang bị một 120 mm (4,7 in)/45 caliber trên boong tàu.

### Chế tạo
I-56 được đặt lườn tại Xưởng vũ khí Hải quân Kure ở Kure, Hiroshima vào ngày 3 tháng 11, 1926. Nó được hạ thủy vào ngày 23 tháng 3, 1928, rồi hoàn tất và nhập biên chế vào ngày 31 tháng 3, 1929.

## Lịch sử hoạt động

### 1929 - 1941
Khi nhập biên chế, I-56 được phân về Quân khu Hải quân Kure, và gia nhập Đội tàu ngầm 19, phối thuộc cùng Hải đội Tàu ngầm 2, trực thuộc Đệ Nhị hạm đội, nằm trong thành phần Hạm đội Liên hợp vào ngày hôm sau 1 tháng 4. Đến ngày 1 tháng 12, 1931, Đội tàu ngầm 19 được điều động về Hải đội Phòng vệ Kure trực thuộc Quân khu Hải quân Kure.
Vào ngày 20 tháng 5, 1932, Đội tàu ngầm 19 lại được phối thuộc cùng Hải đội Tàu ngầm 2 thuộc Đệ Nhị hạm đội. Vào ngày 29 tháng 6, 1933, I-56 đã cùng với các tàu ngầm khác thuộc Đội tàu ngầm 19: I-57 và I-58, và Đội tàu ngầm 18 bao gồm các chiếc I-53, I-54 và I-55, khởi hành từ Sasebo cho một đợt huấn luyện ngoài khơi Trung Quốc và Mã Công thuộc quần đảo Bành Hồ, và khi kết thúc đã đi đến Cao Hùng, Đài Loan vào ngày 5 tháng 7, 1933. Họ rời Cao Hùng vào ngày 13 tháng 7 để tiếp tục huấn luyện tại vùng biển Trung Quốc rồi quay trở lại vịnh Tokyo vào ngày 21 tháng 8. Đến ngày 25 tháng 8, cả sáu chiếc tàu ngầm đều đã tham gia cuộc duyệt binh hạm đội tại Yokohama.
Vào ngày 27 tháng 9, 1934, I-56 rời Ryojun, Mãn Châu để cùng các đồng đội thuộc Đội tàu ngầm 19 I-57, I-58, và các tàu ngầm I-61, I-62, I-64, I-65, I-66 và I-67 thực hiện chuyến đi huấn luyện ngoài khơi Thanh Đảo, Trung Quốc. Sau khi hoàn tất, cả chín chiếc tàu ngầm đều quay về Sasebo, Nhật Bản vào ngày 5 tháng 10, 1934. Đội tàu ngầm 19 lại được điều động về Hải đội Phòng vệ Kure trực thuộc Quân khu Hải quân Kure từ ngày 15 tháng 11, 1934.
Đội tàu ngầm 19 quay trở lại phục vụ cùng Hạm đội Liên hợp vào ngày 15 tháng 11, 1935, lần này trong Đội hình Hải đội Tàu ngầm 1 trực thuộc Đệ Nhất hạm đội. I-56 lên đường vào ngày 1 tháng 2, 1936 để thực tập ngoài khơi Honshu, và trong khi thực hành cơ động tại vị trí 32 nmi (59 km) về phía Đông Nam hải đăng Daiosaki, lúc 10 giờ 16 phút ngày 27 tháng 2, 1936, nó đã bị hư hại nhẹ khi va chạm với tàu ngầm I-53 khi cả hai đang hoạt động trên mặt nước lúc tầm nhìn kém. Tai họa nghiêm trọng hơn xảy ra vào ngày 18 tháng 12, 1936 khi I-56 thả neo trong cảng Kure, một cơn cuồng phong ập đến lúc 06 giờ 50 phút đã làm lật úp xuồng chở quân nhân nghỉ phép của nó, làm thiệt mạng hạm trưởng cùng bốn sĩ quan, chỉ có một người được giải cứu. Đội tàu ngầm 19 lại được điều động trực thuộc Quân khu Hải quân Kure từ ngày 1 tháng 12, 1936.
Đội tàu ngầm 19 được điều về Hạm đội Dự bị 1 từ ngày 7 tháng 1, 1937, và I-56 xuất biên chế cùng ngày hôm đó. Đến ngày 1 tháng 12, 1937, nó nhập biên chế trở lại, và phối thuộc cùng Quân khu Hải quân Kure từ ngày 1 tháng 1, 1938. Đội tàu ngầm 19 được điều về Hạm đội Dự bị 3 tại Quân khu Hải quân Kure từ ngày 15 tháng 12, 1938. I-56 quay trở lại hoạt động vào ngày 15 tháng 11, 1939, khi Đội tàu ngầm 19 được điều về Hải đội Tàu ngầm 4 trực thuộc Đệ Nhất hạm đội. Đến ngày 15 tháng 11, 1940, Hải đội được phối thuộc trực tiếp cùng Hạm đội Liên Hợp.

### 1941 - 1942
Khi lực lượng Hải quân Nhật Bản bắt đầu được huy động để chuẩn bị cho cuộc xung đột tại Thái Bình Dương, I-56 khởi hành từ Kure vào ngày 20 tháng 11, 1941 để hướng sang Samah (nay là Tam Á) trên đảo Hải Nam, Trung Quốc, đến nơi vào ngày 26 tháng 11. Nó rời Samah vào ngày 1 tháng 12 để hỗ trợ cho chiến dịch xâm chiếm Mã Lai thuộc Anh, đi đến khu vực tuần tra trong biển Đông về phía Tây Bắc quần đảo Anambas vào ngày 7 tháng 12.

#### Chuyến tuần tra thứ nhất
Xung đột chính thức bắt đầu vào ngày 8 tháng 12, (7 tháng 12 bên kia đường đổi ngày), khi Hải quân Nhật bất ngờ tấn công căn cứ Trân Châu Cảng của Hải quân Hoa Kỳ, và Nhật Bản cũng bắt đầu xâm chiếm Malaya vào ngày hôm đó. Trong ngày 8 tháng 12, I-56 tấn công bất thành một tàu ngầm Hải quân Hoàng gia Hà Lan, có thể là chiếc HNLMS K XVII, tại vị trí về phía Đông bán đảo Malay. Đến ngày 11 tháng 12, cũng tại khu vực này, nó bắt gặp tàu buôn Na Uy Hai Tung (1.186 tấn) đang trên đường vận chuyển gạo từ Bangkok, Siam đến Singapore, và đánh chìm mục tiêu bằng hải pháo với tổn thất nhân mạng toàn bộ 50 thủy thủ trên tàu tại tọa độ 05°08′B 104°32′Đ / 5,133°B 104,533°Đ.
Đến sáng sớm ngày 14 tháng 12, tàu ngầm Hà Lan HNLMS K XII phát hiện tiếng chân vịt, và đến 11 giờ 00 trông thấy một kính tiềm vọng bên mạn phải tàu. K XII đổi hướng để tìm cách húc đối thủ, tiếp cận vị trí nghi ngờ ở khoảng cách 100 m (109 yd) khi kính tiềm vọng lại xuất hiện phía bên mạn trái tàu. K XII từ bỏ ý định húc đối thủ và rút lui. Mục tiêu của K XII có thể là I-54, I-55 hoặc I-56. Sau chuyến tuần tra mà không bắt gặp mục tiêu nào, I-56 quay về căn cứ tại vịnh Cam Ranh, Đông Dương thuộc Pháp vào ngày 20 tháng 12.

#### Chuyến tuần tra thứ hai
I-56 rời vịnh Cam Ranh vào ngày 28 tháng 12 để bắt đầu chuyến tuần tra tiếp theo trong Ấn Độ Dương về phía Tây Nam Tjilatjap ở bờ biển phía Nam đảo Java, tại Đông Ấn thuộc Hà Lan. Vào ngày 4 tháng 1, 1942, nó đánh chìm tàu chở hàng Anh Kwangtung (2.626 tấn) bằng hải pháo ở vị trí về phía Nam đảo Java, tại tọa độ 09°12′N 111°10′Đ / 9,2°N 111,167°Đ. Có nguồn cho rằng I-56 đã húc vào bè cứu sinh của Kwangtung và xả súng máy vào những bè khác, nên trong số 98 thủy thủ và 35 quân nhân trên tàu chỉ có 35 người sống sót được cứu vớt  vào ngày hôm sau. Đến sáng ngày 5 tháng 1, chiếc tàu ngầm trồi lên mặt nước để tấn công bằng hải pháo chiếc tàu buôn vũ trang Hà Lan Tanimbar (8.169 tấn) ở vị trí cách 40 nmi (74 km) về phía Đông Nam Tjilatjap, gây hư hại cho đối thủ, nhưng I-56 phải rút lui sau khi Tanimbar phản pháo. Nguồn khác cho rằng I-56 đã đánh chìm Tanimbar.
Ba ngày sau đó, lúc đang di chuyển ngầm dưới nước tại vị trí 80 nmi (150 km) về phía Đông Nam Tjilatjap, I-56 phóng ngư lôi tấn công chiếc tàu buôn Hà Lan SS Van Ress (3.032 tấn) vốn đang trên đường từ Tjilatjap đến cảng Emmahaven, Padang trên đảo Sumatra. Một quả ngư lôi đánh trúng phòng động cơ lúc 06 giờ 00 đã khiến sáu thủy thủ thiệt mạng, và Van Rees nghiêng sang mạn trái trước khi đắm tại tọa độ 07°53′N 106°11′Đ / 7,883°N 106,183°Đ. I-56 trồi lên mặt nước để hỏi cung những người sống sót về hàng hóa vận chuyển và điểm đến của chiếc tàu buôn. Cùng ngày hôm đó lúc khoảng 21 giờ 00, chiếc tàu ngầm trồi lên mặt nước để tấn công tàu chở hành khách Hà Lan Van Riebeeck (2.263 tấn) bằng hải pháo, đánh chìm mục tiêu tại tọa độ 08°11′N 108°47′Đ / 8,183°N 108,783°Đ, và khiến 13 thủy thủ thiệt mạng. Tàu rải mìn Hà Lan HNLMS Willem van der Zaan đã cứu vớt những người sống sót.
Ngoài khơi Bali vào ngày 12 tháng 1, I-56 phóng ngư lôi tấn công chiếc tàu buôn Hà Lan Patras (2.065 tấn) vốn đang trong hành trình từ Surabaya ở bờ biển Đông Nam Java đến cảng Tanjung Priok tại Batavia ở bờ biển phía Bắc Java. Khi Patras né tránh được quả ngư lôi, I-56 trồi lên mặt nước để tấn công bằng hải pháo trong khi Patras tháo chạy với tốc độ tối đa 13 kn (24 km/h), bắn trúng nhiều phát vào đuôi tàu khiến chiếc tàu buôn bốc cháy. Đúng lúc đó một thủy phi cơ Dornier Do 24K thuộc Không lực Hải quân Hà Lan xuất hiện, buộc I-56 phải lặn xuống ẩn nấp. Do không mang theo mìn sâu để tấn công tàu ngầm, chiếc Do-24K rời đi và chiếc tàu ngầm nổi lên mặt nước tiếp tục bắn phá, nhưng chỉ bắn thêm được hai phát vì Patras đi đến được cảng Banjoewangi ở cực Đông đảo Java an toàn. Patras chỉ bị hư hại nhẹ, và cho dù một số thủy thủ bị thương, không có ai thiệt mạng. I-56 kết thúc chuyến tuần tra và quay về căn cứ vịnh Cam Ranh vào ngày 18 tháng 1, 1942.

#### Chuyến tuần tra thứ ba
I-56 rời vịnh Cam Ranh vào ngày 31 tháng 1, 1943 cho chuyến tuần tra thứ ba trong Ấn Độ Dương, tại lối tiếp cận phía Nam của eo biển Sunda giữa Java và Sumatra. Sau khi được tiếp thêm nhiên liệu ở căn cứ tiền phương tại quần đảo Anambas, nó đi đến khu vực tuần tra được chỉ định vào ngày 2 tháng 2. Hai ngày sau đó nó tấn công chiếc tàu buôn Hà Lan Togian (979 tấn) thuộc Đoàn tàu JS.1 bằng hải pháo ở lối ra vào phía Nam của eo biển Sunda. Togian sống sót, nhưng sau đó phải tự đánh đắm ở Koepang tại phía Tây đảo Timor. Đến ngày 11 tháng 2, I-56 báo cáo lại tấn công một tàu buôn Đồng Minh ở lối ra vào phía Nam của eo biển Sunda, tại tọa độ 07°N 105°Đ / 7°N 105°Đ. Nó kết thúc chuyến tuần tra và quay về vịnh Staring gần Kendari, tại bờ biển phía Đông Celebes, vào ngày 21 tháng 2.

#### Chuyến tuần tra thứ tư
Khởi hành từ vịnh Staring vào ngày 5 tháng 3 cho chuyến tuần tra tiếp theo, I-56 hoạt động trong Ấn Độ Dương ngoài khơi Tjilatjap, Java. Vào ngày 9 tháng 3, nó phát hiện tàu cứu hộ 30 foot (9,1 m) Scorpion đang đưa 12 phi công Đồng Minh thoát khỏi Tjilitjap (đã bị Nhật Bản chiếm đóng) đến Australia. I-56 trồi lên mặt nước và hạm trưởng chiếc tàu ngầm quan sát Scorpion bằng ống nhòm trước khi để chiếc tàu cứu hộ đi tự do. Scorpion đi đến Roebourne, Tây Úc sau 47 ngày lênh đênh trên biển.
Đang khi I-56 hoạt động ngoài biển, Hải đội Tàu ngầm 4 được giải thể vào ngày 10 tháng 3, và Đội tàu ngầm 19, bao gồm I-56, I-57 và I-58, được điều động sang Hải đội Tàu ngầm 5. I-56 kết thúc chuyến tuần tra vào ngày 12 tháng 3 khi về đến vịnh Staring, Kendari. Đến ngày 13 tháng 3, nó khởi hành từ vịnh Staring để quay trở về Kure, đến nơi vào ngày 20 tháng 3. Chiếc tàu ngầm lại khởi hành từ Kure vào ngày 14 tháng 5 để hướng sang Kwajalein thuộc quần đảo Marshall, và lúc đang trên đường đi, nó được đổi tên thành I-156 vào ngày 20 tháng 5. Chiếc tàu ngầm đi đến Kwajalein bốn ngày sau đó.

#### Chuyến tuần tra thứ năm - Trận Midway
I-156 rời Kwajalein vào ngày 26 tháng 5 cho chuyến tuần tra thứ năm, hỗ trợ cho Chiến dịch MI, là kế hoạch xâm chiếm đảo Midway, trong đó Hải đội Tàu ngầm 5 tham gia vào Lực lượng Viễn chinh Tiền phương. I-156 hoạt động trên một tuyến tuần tra giữa 28°20′B 162°20′T / 28,333°B 162,333°T và 26°00′B 165°00′T / 26°B 165°T, vốn còn bao gồm các tàu ngầm I-157,  I-158, I-159, I-162, I-165 và I-166. Hải quân Nhật Bản chịu đựng một thất bại lớn vào ngày 4 tháng 6 trong trận Midway, đúng vào ngày Tư lệnh Đệ Lục hạm đội, Phó đô đốc Komatsu Teruhisa, ra lệnh cho các tàu ngầm trong tuyến tuần tra tiến sang phía Tây.
Sau khi Đô đốc Yamamoto Isoroku, Tổng tư lệnh Hạm đội Liên hợp, ra lệnh cho Komatsu bố trí các tàu ngầm dưới quyền xen giữa hạm đội Nhật Bản đang rút lui và các tàu sân bay Hoa Kỳ, các tàu ngầm bắt đầu rút lui dần về hướng Tây Bắc, di chuyển ngầm với tốc độ 3 kn (5,6 km/h) vào ban ngày và 14 kn (26 km/h) khi trời tối. Lúc khoảng 04 giờ 00 ngày 5 tháng 6, I-156 phát hiện tàu chở dầu hạm đội USS Guadalupe được hai tàu khu trục hộ tống tại vị trí 550 nmi (1.020 km) về phía Đông Midway, nhưng nó không thể đi đến vị trí tấn công. Ngoại trừ I-168, nó là tàu ngầm duy nhất bắt gặp đối phương trong trận chiến này.

### 1942 – 1943
Sau khi quay trở về Kwajalein vào ngày 20 tháng 6, I-156 lên đường hai ngày sau đó để quay trở về Kure, đến nơi vào ngày 30 tháng 6. Đến ngày 10 tháng 7, Hải đội Tàu ngầm 5 được giải thể và Đội tàu ngầm 19, bao gồm I-156, I-157, I-158 và I-159, được điều động sang Quân khu Hải quân Kure. I-156, I-157 và I-158 bắt đầu đảm nhiệm vài trò tàu huấn luyện cho Trường Tàu ngầm Kure.

#### Chiến dịch quần đảo Aleut
Vào ngày 21 tháng 5, 1943, Đại bản doanh Nhật Bản quyết định kết thúc Chiến dịch quần đảo Aleut và triệt thoái lực lượng khỏi đảo Kiska thuộc quần đảo Aleut. I-156 được huy động vào nhiệm vụ này, và tạm thời phối thuộc cùng Hải đội Tàu ngầm 1 cùng với các tàu ngầm I-2, I-7, I-21, I-24, I-34, I-36, I-155, I-157, I-168, I-169 và I-171. I-156 khởi hành từ Kure vào ngày 22 tháng 5, ghé đến Yokosuka từ ngày 23 đến ngày 26 tháng 5, và tiếp tục đi đến Paramushiro ở phía Bắc quần đảo Kuril. Lúc đang trên đường đi, nó được điều động về Lực lượng Triệt thoái Kiska thuộc Lực lượng Quân khu Bắc của Đệ Ngũ hạm đội vào ngày 29 tháng 5.
I-156 đi đến Paramushiro vào ngày 1 tháng 6, và sau khi cùng với I-7, I-21, I-155 và I-157 được tiếp nhiên liệu từ tàu chở dầu Teiyō Maru, nó lên đường ba ngày sau đó để vận chuyển ba tấn đạn dược và hai tấn lương thực cho lực lượng đồn trú tại Kiska. Đi đến Kiska vào ngày 15 tháng 6, chiếc tàu ngầm ngay lập tức buộc phải lặn xuống né tránh một đợt không kích của máy bay Đồng Minh. Nó nổi trở lên mặt nước, chất dỡ hàng hóa và tiếp nhận 60 hành khách để đưa trở lại Paramushiro, đến nơi vào ngày 20 tháng 6. Nó lên đường vào ngày hôm sau để quay trở về Kure, đến nơi vào ngày 26 tháng 6. Hoàn thành nhiệm vụ triệt thoái Kiska, chiếc tàu ngầm được điều trở lại Quân khu Hải quân Kure vào ngày 28 tháng 6.

### 1943 – 1945

#### Tàu ngầm mang ngư lôiKaiten
Đội tàu ngầm 19, bao gồm I-156, I-157, I-158 và I-159, quay trở lai vai trò huấn luyện tại Kure. Đến ngày 1 tháng 4, 1945, I-156 được điều sang Đội tàu ngầm 34 để hoạt động như một tàu ngầm mang ngư lôi tự sát Kaiten. Con tàu được cải biến, tháo dỡ khẩu hải pháo 120 milimét (4,7 in) trên boong tàu, và thay thế bằng các bộ gá để vận chuyển hai ngư lôi Kaiten. I-156 được sử dụng để vận chuyển ngư lôi Kaiten từ căn cứ hải quân Ōzushima trong biển nội địa Seto đến các căn cứ dọc bờ biển Kyūshū, và đã thực hiện ba chuyến đi trong giai đoạn từ tháng 5 đến tháng 8, 1945.
Trong tháng 7, 1945, thủy thủ đoàn của I-156, cùng với các chiếc I-157, I-158, I-159 và I-162, được huấn luyện để phóng ngư lôi Kaiten tấn công trong trường hợp lực lượng Đồng Minh tiến hành đổ bộ trực tiếp lên chính quốc Nhật Bản. Cho dù Thiên hoàng Hirohito đã công bố Nhật Bản chấp nhận đầu hàng vô điều kiện vào ngày 15 tháng 8, I-155 và I-156 vẫn xuất phát từ Hirao vào ngày 25 tháng 8 trong thành phần Đội Kaiten Shinshu-tai để tấn công tàu bè Đồng Minh như kế hoạch ban đầu. Nhiệm vụ tự sát bị hủy bỏ và các tàu ngầm được gọi quay trở lại cảng. I-156 đầu hàng lực lượng Đồng Minh tại Kure vào ngày 2 tháng 9, và nó được rút tên khỏi đăng bạ vào ngày 30 tháng 11, 1945.
I-156 được kéo đến Sasebo để tháo dỡ mọi thiết bị hữu ích. Đến ngày 1 tháng 4, 1946, tàu tiếp liệu tàu ngầm Hoa Kỳ USS Nereus  (AS-17) đã kéo nó từ Sasebo đến khu vực ngoài khơi quần đảo Gotō, nơi chiếc tàu ngầm bị đánh đắm bằng thuốc nổ trong khuôn khổ Chiến dịch Road's End. I-156 đắm tại tọa độ 32°37′B 129°17′Đ / 32,617°B 129,283°Đ.